# Perclorato de plata
El perclorato de plata es un compuesto químico con la fórmula AgClO4. Este sólido blanco forma un monohidrato y es ligeramente delicuescente. Es una fuente útil del ion Ag+, aunque la presencia del perclorato presente riesgos.

## Solubilidad
El perclorato de plata es notable por su solubilidad en disolventes aromáticos tales como el benceno (52,8 g / L) y el tolueno (1010 g / L). En estos disolventes el catión de plata se une al areno, como se ha demostrado por  cristalográfica extensa en estudios sobre cristales obtenidos a partir de tales soluciones. También es sorprendentemente soluble en agua, hasta 500 g por 100 ml de agua.

## Reactivos relacionados
Es similar al nitrato de plata, es un reactivo eficaz para la sustitución de haluros ligandos con perclorato, que es ligeramente un anión no coordinante. El uso de perclorato de plata en la síntesis química ha disminuido debido a las preocupaciones por la explosividad de las sales de perclorato.